# Borysławice Kościelne (gromada)
Borysławice Kościelne – dawna gromada, czyli najmniejsza jednostka podziału terytorialnego Polskiej Rzeczypospolitej Ludowej w latach 1954–1972.
Gromady, z gromadzkimi radami narodowymi (GRN) jako organami władzy najniższego stopnia na wsi, funkcjonowały od reformy reorganizującej administrację wiejską przeprowadzonej jesienią 1954 do momentu ich zniesienia z dniem 1 stycznia 1973, tym samym wypierając organizację gminną w latach 1954–1972.
Gromadę Borysławice Kościelne z siedzibą GRN w Borysławicach Kościelnych utworzono – jako jedną z 8759 gromad na obszarze Polski – w powiecie kolskim w woj. poznańskim, na mocy uchwały nr 24/54 WRN w Poznaniu z dnia 5 października 1954. W skład jednostki weszły obszary dotychczasowych gromad Borysławice Kościelne, Borysławice Zamkowe, Grodna i Krzykosy ze zniesionej gminy Krzykosy w tymże powiecie. Dla gromady ustalono 12 członków gromadzkiej rady narodowej.
1 stycznia 1962 do gromady Borysławice Kościelne włączono obszar zniesionej gromady Bylice Kolonia (bez miejscowości Lipie Góry) w tymże powiecie.
31 grudnia 1971 gromadę zniesiono, a jej obszar włączono do gromad: Grzegorzew (miejscowości Borysławice Zamkowe, Bylice Kolonia, Grodno, Widów i Zabłocie) i Kłodawa (miejscowości Borysławice Kościelne, Bylice Wieś, Byliczki, Krzykosy i Okoleniec) w tymże powiecie.